# Tiburon (Californie)
Tiburon (en anglais : Town of Tiburon) est une municipalité américaine qui se trouve dans le comté de Marin, en Californie, au nord de la baie de San Francisco. Elle tire son nom de la péninsule de Tiburon, au sud de laquelle elle est située. Elle a été incorporée en 1964. C'est l'une des villes très touristiques du nord de la baie, avec Sausalito.

## Démographie
| Groupe            | Tiburon | Californie | États-Unis |
| ----------------- | ------- | ---------- | ---------- |
| Blancs            | 88,1    | 57,6       | 72,4       |
| Asiatiques        | 5,6     | 13,1       | 4,8        |
| Métis             | 4,1     | 4,9        | 2,9        |
| Afro-Américains   | 0,9     | 6,2        | 12,6       |
| Autres            | 0,9     | 17,0       | 6,2        |
| Amérindiens       | 0,2     | 1,0        | 0,9        |
| Océaniens         | 0,1     | 0,4        | 0,2        |
| Total             | 100     | 100        | 100        |
|                   |         |            |            |
| Latino-Américains | 4,6     | 37,6       | 16,7       |

Selon l'American Community Survey pour la période 2011-2015, 82,01 % de la population âgée de plus de 5 ans déclare parler l'anglais à la maison, 4,74 % l'espagnol, 2,50 % l'allemand, 1,64 % le perse, 1,59 % le suédois, 1,40 % le russe, 1,15 % une langue chinoise, 1,08 % l'hindi, 0,98 % le français et 2,92 % une autre langue.
| 1970  | 1980  | 1990  | 2000  | 2010  | - |
| ----- | ----- | ----- | ----- | ----- | - |
| 6 209 | 6 685 | 7 532 | 8 666 | 8 962 | - |

## Culture
La ville accueille chaque année le Festival international du film de Tiburon.